# When the Sun Goes Down (Selena Gomez & the Scene)
When the Sun Goes Down è il terzo album della cantante statunitense Selena Gomez con la sua band the scene pubblicato dalla Universal Music il 21 giugno 2011 in Brasile e il 28 giugno in Italia. Negli Stati Uniti l'album è stato pubblicato dall'etichetta Hollywood Records.
Il 15 febbraio 2011, Universal Music Portugal ha confermato che la Gomez stava lavorando su un nuovo album. L'album è preceduto dai singoli Who Says e Love You like a Love Song. Il 19 maggio dello stesso anno Selena ha pubblicato la foto della copertina dell'album sul suo Facebook e Twitter e ha confermato che il titolo era cambiato da Otherside a When the Sun Goes Down.
L'album è entrato alla quarta posizione della classifica statunitense con 78.000 copie vendute nella sua prima settimana, diventando l'album più venduto in sette giorni della band: Kiss & Tell era entrato due anni prima alla nona posizione con 66.000 copie, mentre A Year Without Rain era entrato alla quarta l'anno precedente con poco più di 66.000 vendite. Nella sua seconda settimana, nonostante un calo di vendite del 43% (44.000), l'album sale di una posizione, raggiungendo la terza, e diventando quello che s'è piazzato più in alto nella classifica statunitense per la band. Nella terza settimana, scende alla decima posizione con un calo di vendite del 26% (33.000). Nella quarta settimana, rimane alla decima posizione vendendo altre 28.000 copie (il 12% in meno rispetto alla settimana precedente). Il 17 novembre 2011 si aggiudica il disco d'oro. In Canada, When the Sun Goes Down è entrato alla seconda posizione con 9.000 copie vendute, dietro a 21 di Adele.

## Stile
Il 23 giugno 2011, poco prima di partecipare allo show Late Night With Jimmy Fallon, Selena Gomez è stata intervistata da Billboard.com su When the Sun Goes Down. La Gomez ha affermato che per lei questo è un tipo differente di album, la fa sentire più cresciuta e se né sente orgogliosa. Secondo Billboard, l'album include un'ampia gamma di temi, molti dei quali sono tipici della maturità che sta sbocciando nella sua creatrice.
Durante l'intervista, la Gomez ha spiegato, secondo il suo punto di vista, il significato di ogni brano contenuto in When the Sun Goes Down. Per quanto riguarda Love You like a Love Song la cantante ha affermato: "È una di quelle canzoni orecchiabili perché sono ripetitive in senso positivo. È una di quelle canzoni che non puoi toglierti dalla testa." Su Bang Bang Bang ha detto che è "una canzone divertente e sfrontata, una specie di insulto e complimento rivolto a chi ha fatto parte della tua vita e a chi ora ne fa parte ed è una persona fantastica", ha inoltre aggiunto che è una canzone dolce nel quale molte ragazze si potrebbero identificare. Per la Gomez il brano preferito è Who Says, aggiungendo che "è una canzone dal grande significato ed è una specie di inno". Su We Own the Night, una traccia lenta in duetto con la cantante inglese Pixie Lott, ha rivelato che è presente nell'album per via di sua madre, aggiungendo: "Mi sono ossessionata con questa canzone perché è proprio bella. È molto divertente da cantare."
In Hit the Lights, la quinta traccia, chiunque potrebbe ritrovarsi secondo la Gomez. "È una di quelle canzoni che parlano di godersi il momento in cui si vive ed è una grandiosa traccia estiva." Su Whiplash, coscritta da Britney Spears, ha affermato: "Adoro il testo, che parla di essere completamente innamorato di qualcuno e quindi di perdersi per lui e di soffrire. La parte divertente è che mi sono trovata in una situazione del genere due giorni prima di registrare il brano. Non ho sofferto, perciò non è stata una brutta esperienza ma è stata divertente." When the Sun Goes Down "è molto speciale per il mio bassista, Joey, che l'ha scritta, mentre io ho riscritto il bridge. È come se fosse nostro compito farlo in qualità di band." My Dilemma "è il mio brano pop rock alla Kelly Clarkson. Devi avere una canzone dedicata a qualcuno con cui vuoi rompere. Devi avere una canzone sul ragazzo che ti fa impazzire. È una di quelle canzoni che canterei e ricanterei tutto il tempo."
That's More Like It, coscritta da Katy Perry, "è un po' più sfrontata e in tema anni '50; allora si supponeva che le donne dovessero cucinare e gli uomini lavorare. La canzone tratta più o meno questo argomento, particolarmente nella parte che dice 'puoi massaggiarmi i piedi, puoi prenderti cura di me, puoi prepararmi la cena.' Penso che le ragazze apprezzeranno cantare questa canzone ma mi scuso con tutti i ragazzi che la sentirannog." Outlaw "nel bridge dice che vengo dallo stato della Lone Star [il Texas], che mi rende molto felice perché sono orgogliosa delle mie origini. È una canzone piuttosto misteriosa e molto carina. È l'unico modo con il quale la posso descrivere. È una strana e divertente canzone." Su Middle of Nowhere, la penultima traccia, ha detto: "Non l'ho scritta ma penso sia bellissima ed è come se tutti possano ritrovarsi in essa. Poi aggiungici i divertenti beat pop e i sintetizzatori e ti verrà sicuramente voglia di ballare." La dodicesima e ultima traccia è Dices, la versione in lingua spagnola di Who Says. "L'abbiamo registrata solo perché avevo in precedenza registrato A Year Without Rain in spagnolo [Un año sin lluvia] ed è uscita molto bene, inoltre mi piace entrare in contatto con quella parte di me. Non parlo lo spagnolo fluentemente, perciò è divertente cantarla, e fa la mia famiglia orgogliosa."

## Singoli
Il primo singolo estratto, Who Says, è stato presentato in anteprima al programma radiofonico On Air with Ryan Seacrest l'8 marzo 2011 e pubblicato il 14 marzo. Nella classifica dei singoli più venduti ha raggiunto le posizioni numero 17 e 21 rispettivamente in Canada e negli Stati Uniti, inoltre ha venduto più di un milione di copie negli Stati Uniti venendo certificato disco di platino.
Oltre a Who Says, il 7 e 14 giugno sono stati rispettivamente pubblicati Bang Bang Bang e Dices (la versione in lingua spagnola di Who Says) come singoli promozionali. Inoltre il 21 giugno e il 17 novembre 2011 sono stati rispettivamente pubblicati come singoli ufficiali Love You like a Love Song, Hit the Lights e "My Dilemma" .

## Tracce
1. Love You like a Love Song – 3:08 (Antonina Armato, Tim James, Adam Schmalholz)
2. Bang Bang Bang – 3:15 (Selena Gomez, Toby Gad, Priscilla Renea, Meleni Meleni)
3. Who Says – 3:15 (Selena Gomez, Emanuel Kiriakou, Priscilla Hamilton)
4. We Own the Night – 3:47 (Pixie Lott, Toby Gad)
5. Hit the Lights – 3:15 (Leah Haywood, Daniel James, Tony Nilsson)
6. Whiplash – 3:39 (Gregory Kurstin, Nicole Morier, Britney Spears)
7. When the Sun Goes Down – 3:16 (Selena Gomez, Joey Clemente, Steve Sulikowski, Stefan Abingdon)
8. My Dilemma – 3:09 (Antonina Armato, Tim James, Devrim Karaoglu)
9. That's More Like It – 3:08 (Billy Steinberg, Josh Alexander, Katy Perry)
10. Outlaw – 3:21 (Selena Gomez, Antonina Armato, Tim James, Thomas A. Sturges)
11. Middle of Nowhere – 3:26 (Espen Lind, Sandy Wilhelm, Carmen Key)
12. Dices – 3:17 (Emanuel Kiriakou, Priscilla Hamilton, Edgar Cortazar, Mark Portmann)

## We Own the Night Tour

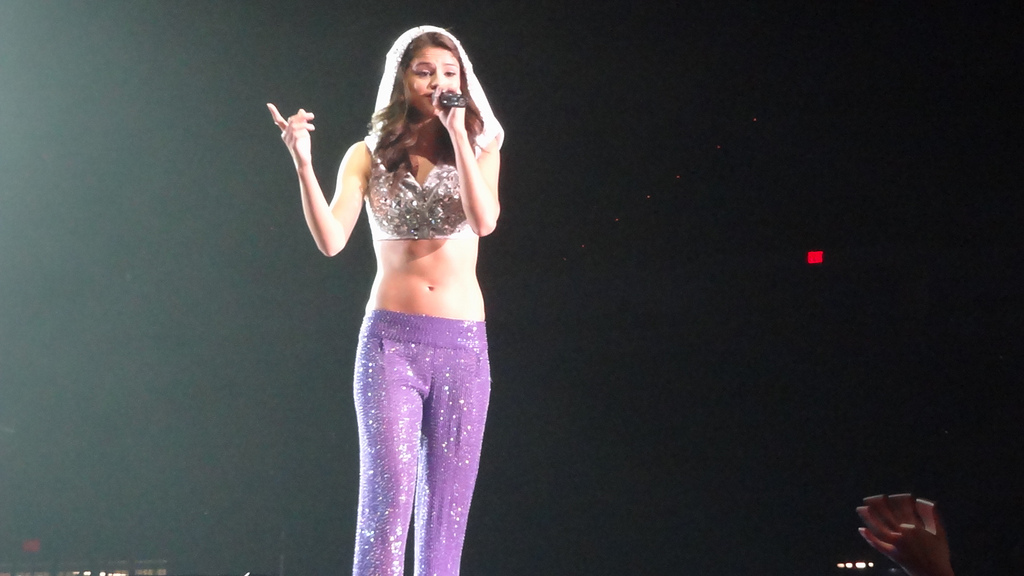
Selena Gomez durante l'esibizione di Super Bass, cover di Nicki Minaj

We Own the Night Tour è il terzo tour del gruppo, realizzato per promuovere When the Sun Goes Down.

### Scaletta
Questa è la scaletta ufficiale del tour.
1. A Year Without Rain
2. Hit the Lights
3. Summer's Not Hot
4. Round & Round
5. The Way I Loved You
6. We Own the Night
7. Love You like a Love Song
8. Spotlight
9. Bang Bang Bang
10. When the Sun Goes Down
11. Intuiton
12. Falling Down
13. Rock God
14. Middle of Nowhere
15. My Dilemma
16. Off the Chain
17. Britney Spears Medley:

- ...Baby One More Time
- Crazy
- I'm a Slave 4 U
- Oops!... I Did It Again
- Toxic
- Hold It Against Me

1. Whiplash
2. Tell Me Something I Don't Know
3. Naturally

Encore
1. Who Says
2. Magic (Cover dei Pilot)

### Date del tour

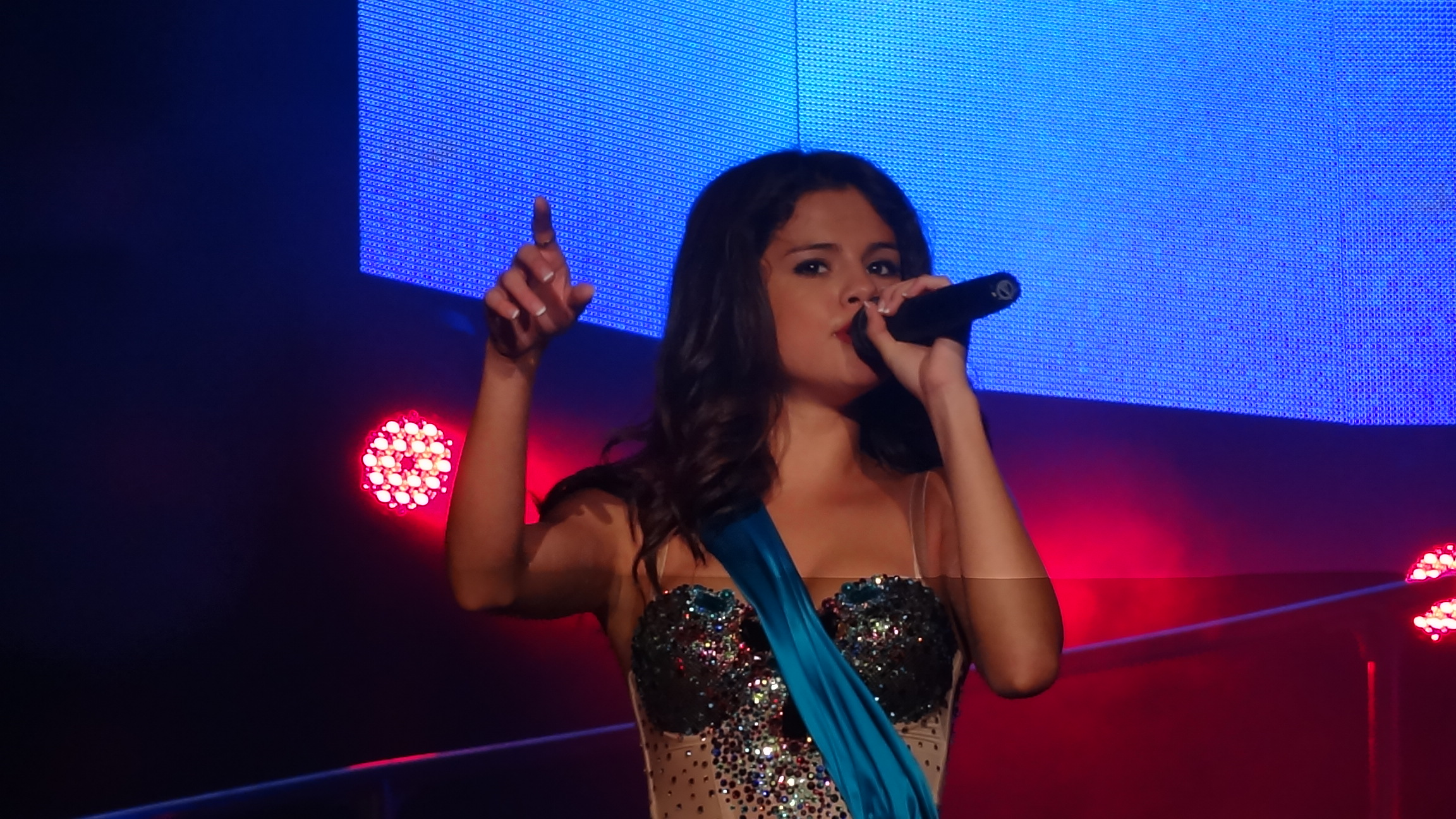
Selena Gomez durante l'esibizione di

| Data              | Città             | Nazione     | Luogo                                | Biglietti Venduti/ Biglietti Disponibili | Incassi     |
| ----------------- | ----------------- | ----------- | ------------------------------------ | ---------------------------------------- | ----------- |
| Nord America      |                   |             |                                      |                                          |             |
| 24 luglio 2011    | Costa Mesa        | Stati Uniti | Pacific Amphitheatre                 | N.D.                                     | N.D.        |
| 25 luglio 2011    | Paso Robles       | Stati Uniti | Main Grandstand Arena                | N.D.                                     | N.D.        |
| 28 luglio 2011    | Boca Raton        | Stati Uniti | Count de Hoernle Amphitheater        | N.D.                                     | N.D.        |
| 30 luglio 2011    | Clearwater        | Stati Uniti | Ruth Eckerd Hall                     | N.D.                                     | N.D.        |
| 31 luglio 2011    | St. Augustine     | Stati Uniti | St. Augustine Amphitheatre           | N.D.                                     | N.D.        |
| 2 agosto 2011     | Atlanta           | Stati Uniti | Chastain Park Amphitheater           | 6,750/ 7,000 (96%)                       | $324,000    |
| 3 agosto 2011     | Charlotte         | Stati Uniti | TWC Uptown Amphitheatre              | N.D.                                     | N.D.        |
| 5 agosto 2011     | Bethel            | Stati Uniti | Bethel Woods Center for the Arts     | N.D.                                     | N.D.        |
| 9 agosto 2011     | Darien            | Stati Uniti | Darien Lake Performing Arts Center   | N.D.                                     | N.D.        |
| 10 agosto 2011    | Clarkston         | Stati Uniti | DTE Energy Music Theatre             | N.D.                                     | N.D.        |
| 12 agosto 2011    | Papillion         | Stati Uniti | Werner Park                          | N.D.                                     | N.D.        |
| 13 agosto 2011    | Rosemont          | Stati Uniti | Rosemont Theatre                     | 5,000/ 5,000 (100%)                      | $213,000    |
| 14 agosto 2011    | Cleveland         | Stati Uniti | Jacobs Pavilion at Nautica           | N.D.                                     | N.D.        |
| 16 agosto 2011    | Gilford           | Stati Uniti | Meadowbrook U.S. Cellular Pavilion   | 5,931/ 5,933 (~100%)                     | $217,771    |
| 17 agosto 2011    | Uncasville        | Stati Uniti | Mohegan Sun Arena                    | N.D.                                     | N.D.        |
| 19 agosto 2011    | Filadelfia        | Stati Uniti | Mann Center for the Performing Arts  | 7,291/ 7,291 (100%)                      | $360,386    |
| 20 agosto 2011    | Holmdel Township  | Stati Uniti | PNC Bank Arts Center                 | N.D.                                     | N.D.        |
| 21 agosto 2011    | Hershey           | Stati Uniti | Star Pavilion at Hersheypark Stadium | N.D.                                     | N.D.        |
| 23 agosto 2011    | Toronto           | Canada      | Molson Amphitheatre                  | 15,122/ 16,000 (94%)                     | $612,000    |
| 25 agosto 2011    | Boston            | Stati Uniti | Bank of America Pavilion             | 5,000/ 5,000 (100%)                      | $343,000    |
| 26 agosto 2011    | Timonium          | Stati Uniti | Timonium Racetrack                   | N.D.                                     | N.D.        |
| 27 agosto 2011    | Syracuse          | Stati Uniti | Mohegan Sun Grandstand               | N.D.                                     | N.D.        |
| 29 agosto 2011    | Saint Louis       | Stati Uniti | Fabulous Fox Theatre                 | 4,500/ 4,500 (100%)                      | $300,000    |
| 31 agosto 2011    | Dallas            | Stati Uniti | Gexa Energy Pavilion                 | 20,500/ 20,500 (100%)                    | $789,000    |
| 1º settembre 2011 | Kansas City       | Stati Uniti | Starlight Theatre                    | N.D.                                     | N.D.        |
| 3 settembre 2011  | Pueblo            | Stati Uniti | Colorado State Fair Events Center    | N.D.                                     | N.D.        |
| 4 settembre 2011  | Broomfield        | Stati Uniti | 1stBank Center                       | N.D.                                     | N.D.        |
| 5 settembre 2011  | Salem             | Stati Uniti | L.B. Day Comcast Amphitheatre        | 13,500/ 14,000 (96%)                     | $567,000    |
| 7 settembre 2011  | West Valley City  | Stati Uniti | Maverik Center                       | N.D.                                     | N.D.        |
| 9 settembre 2011  | San Diego         | Stati Uniti | Valley View Casino Center            | 14,000/ 14,800 (94%)                     | $542,000    |
| 10 settembre 2011 | Las Vegas         | Stati Uniti | Mandalay Bay Events Center           | 12,000/ 12,000 (100%)                    | $438,000    |
| 12 settembre 2011 | Puyallup          | Stati Uniti | Northwest Concert Center             | N.D.                                     | N.D.        |
| 13 ottobre 2011   | Victoria          | Canada      | Save-On-Foods Memorial Centre        | N.D.                                     | N.D.        |
| 14 ottobre 2011   | Vancouver         | Canada      | Rogers Arena                         | 17,950/ 19,000 (94%)                     | $723,000    |
| 16 ottobre 2011   | Edmonton          | Canada      | Rexall Place                         | 18,027/ 18,093 (99%)                     | $906,111    |
| 17 ottobre 2011   | Calgary           | Canada      | Scotiabank Saddledome                | 18,340/ 20,000 (91%)                     | $576,342    |
| 19 ottobre 2011   | Saskatoon         | Canada      | Credit Union Centre                  | N.D.                                     | N.D.        |
| 21 ottobre 2011   | Winnipeg          | Canada      | MTS Centre                           | 16,121/ 16,345 (98%)                     | $567,000    |
| 23 ottobre 2011   | Cleveland         | Stati Uniti | Wolstein Center                      | N.D.                                     | N.D.        |
| 24 ottobre 2011   | London            | Canada      | John Labatt Centre                   | 8,389/ 8,465 (99%)                       | $393,878    |
| 25 ottobre 2011   | Oshawa            | Canada      | General Motors Centre                | 8,289/ 8,289 (100%)                      | $277,075    |
| 28 ottobre 2011   | Ottawa            | Canada      | Scotiabank Place                     | 20,000/ 20,500 (97%)                     | $809,000    |
| 29 ottobre 2011   | Hamilton          | Canada      | Copps Coliseum                       | 18,600/ 19,000 (97%)                     | $678,987    |
| 30 ottobre 2011   | Montréal          | Canada      | Bell Centre                          | 12,507/ 12,500 (+100%)                   | $564,809    |
| 22 gennaio 2012   | San Juan          | Porto Rico  | José Miguel Agrelot Coliseum         | 13,141/ 13,141 (100%)                    | $456,096    |
| 24 gennaio 2012   | Panama            | Panama      | Figali Convention Center             | 10,275/ 10,275 (100%)                    | $437,000    |
| 26 gennaio 2012   | Città del Messico | Messico     | Palacio de los Deportes              | 16,666/ 16,666 (100%)                    | $748,995    |
| 27 gennaio 2012   | Guadalajara       | Messico     | Arena VFG                            | 14,022/ 15,000 (93%)                     | $533,004    |
| Sud America       |                   |             |                                      |                                          |             |
| 30 gennaio 2012   | Santiago          | Cile        | Movistar Arena                       | 16,000/ 16,000 (100%)                    | $600,000    |
| 2 febbraio 2012   | Lima              | Perù        | Jockey Club del Perú                 | 19,000/ 19,000 (100%)                    | $812,435    |
| 4 febbraio 2012   | Rio de Janeiro    | Brasile     | HSBC Arena                           | 16,922/ 16,922 (100%)                    | $698,283    |
| 5 febbraio 2012   | São Paulo         | Brasile     | Via Funchal                          | 15,400/ 15,470 (99%)                     | $600,279    |
| 7 febbraio 2012   | Córdoba           | Argentina   | Orfeo Superdomo                      | 13,794/ 14,000 (98%)                     | $456,000    |
| 9 febbraio 2012   | Buenos Aires      | Argentina   | Estadio G.E.B.A.                     | 18,000/ 18,000 (100%)                    | $797,000    |
| 11 febbraio 2012  | Montevideo        | Uruguay     | Estadio Charrúa                      | 14,000/ 14,000 (100%)                    | $598,000    |
| TOTALE            | TOTALE            | TOTALE      | TOTALE                               | 415,037/ 422,690 (98.1%)                 | $16,939,451 |

## Classifiche
| Classifica (2011) | Posizione massima |
| ----------------- | ----------------- |
| Australia         | 14                |
| Austria           | 11                |
| Belgio (Fiandre)  | 6                 |
| Belgio (Vallonia) | 29                |
| Canada            | 2                 |
| Danimarca         | 22                |
| Francia           | 47                |
| Germania          | 20                |
| Grecia            | 39                |
| Irlanda           | 13                |
| Italia            | 10                |
| Messico           | 6                 |
| Norvegia          | 6                 |
| Nuova Zelanda     | 8                 |
| Polonia           | 11                |
| Portogallo        | 10                |
| Regno Unito       | 15                |
| Repubblica Ceca   | 18                |
| Spagna            | 2                 |
| Stati Uniti       | 3                 |
| Svizzera          | 27                |

### Classifiche di fine anno
| Classifica (2011) | Posizione |
| ----------------- | --------- |
| Belgio (Fiandre)  | 62        |
| Canada            | 23        |
| Messico           | 61        |
| Stati Uniti       | 76        |

## Date di pubblicazione
| Paese       | Data           | Etichetta       |
| ----------- | -------------- | --------------- |
| Brasile     | 21 giugno 2011 | Universal Music |
| Germania    | 24 giugno 2011 | Hollywood       |
| Portogallo  | 27 giugno 2011 | Universal Music |
| Stati Uniti | 28 giugno 2011 | Hollywood       |
| Italia      | 28 giugno 2011 | Universal Music |
| Regno Unito | 4 luglio 2011  | Polydor         |